# ويليام بن براون
ويليام بن براون (بالإنجليزية: William Penn Brown) هو رجل أعمال أمريكي، ولد في عام 1841 في الهند، الراج البريطاني في المملكة المتحدة لبريطانيا العظمى وأيرلندا لأبوين مبشرين ونشأ في اليابان قبل أن يأتي إلى الولايات المتحدة ويبدأ عملاً ناجحاً في بيع الطوابع في مدينة نيويورك عام 1860، وتوفي في عام 1929 في نيويورك في الولايات المتحدة.

## هواية جمع الطوابع
بدءاً من عقد الستينيات من القرن التاسع عشر، حيث كان براون نشطاً في مجال بيع الطوابع لهواة جمع الطوابع في مدينة نيويورك، مدعياً أنه ثاني أقدم تاجر طوابع في المدينة. وقد كان على معرفة بجون والتر سكوت وساعد سكوت مالياً عندما قرر سكوت افتتاح شركة طوابع بريدية. كان ويليام براون مبتكراً حديثاً في إدارة مزادات الطوابع البريدية النادرة، مما أدى إلى اتباع دور المزادات الأخرى في نهاية المطاف لأساليب مزاداته.
في عام 1864، كان براون محرراً لمجلة لندن ونيويورك لهواة جمع الطوابع، وهي أول مجلة لهواة جمع الطوابع الأمريكيين. كما نشر أيضاً في عام 1970 فهرساً بعنوان خزانة الفضول، والذي احتوى على أول قائمة لهواة جمع الطوابع في الولايات المتحدة، بما في ذلك روايته عن العثور على مدير بريد نيو هافن المؤقت. كما كتب أيضاً، في وقت لاحق شيئاً عن حياته، ورواياته عن الأيام الأولى لجمع الطوابع.